# Myggstarr
Myggstarr (Carex rariflora) är en halvgräsart som först beskrevs av Göran Wahlenberg, och fick sitt nu gällande namn av James Edward Smith. Enligt Catalogue of Life ingår Myggstarr i släktet starrar och familjen halvgräs, men enligt Dyntaxa är tillhörigheten istället släktet starrar och familjen halvgräs. Arten är reproducerande i Sverige.

## Underarter
Arten delas in i följande underarter:
- C. r. androgyna
- C. r. rariflora